# Distrikt Bugweri
Bugweri ist ein Distrikt in Ostuganda. Die Hauptstadt des Distrikts ist Bugweri.

## Demografie
Die Bevölkerungszahl betrug 2014 164.886 Einwohner, die auf einer Fläche von 379,1 Quadratkilometern wohnten. Davon lebten im selben Jahr 24,4 Prozent in städtischen Regionen und 75,6 Prozent in ländlichen Regionen.